# Myiopardalis pardalina
Myiopardalis pardalina is een vliegensoort uit de familie van de boorvliegen (Tephritidae). De wetenschappelijke naam van de soort is voor het eerst geldig gepubliceerd in 1891 door Bigot.
De soort komt van oorsprong voor in de landstreek Beloetsjistan en heeft zijn areaal van daaruit uitgebreid tot Kazachstan, India, Oekraïne, Turkije en Libanon.
Deze boorvlieg geldt als plaag voor de teelt van meloen, maar ook komkommer en watermeloen kunnen worden aangetast. Het volwassen vrouwtje is ongeveer 6 millimeter lang en legt in haar leven tussen 60 en 110 eitjes onder de schil van onrijpe vruchten. Deze komen na 3 tot 4 dagen uit, waarna de witte larven 8 tot 18 dagen van het vruchtvlees en de zaden eten. Daarna verlaten ze, ongeveer 10 millimeter lang geworden, de vrucht om te verpoppen onder de grond. De aangetaste vrucht krijgt veelal te maken met rotting. De soort kent jaarlijks tot vier generaties en overwintert als pop.